# هوغونوتيون

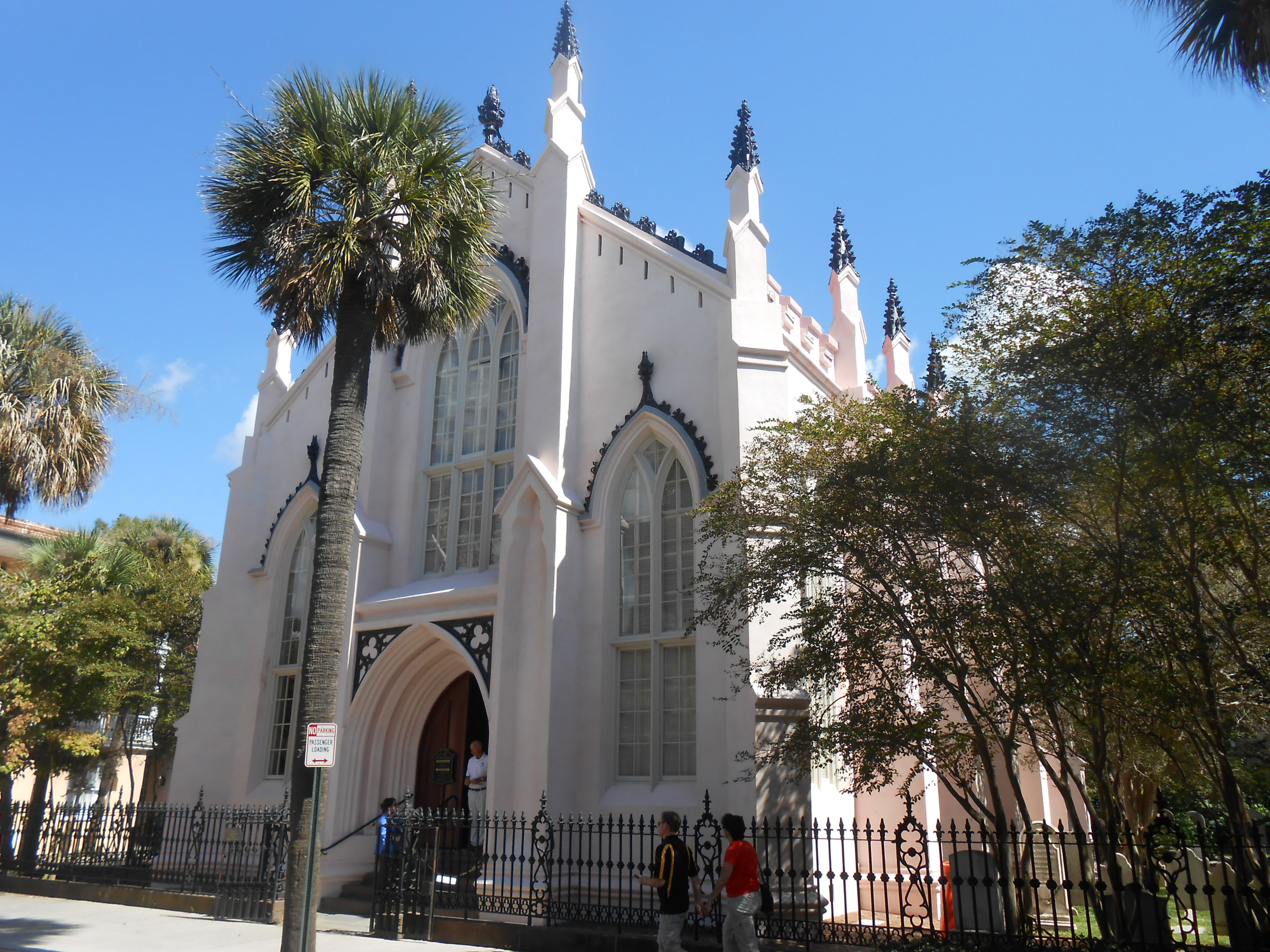
كنيسة الهوغونوتيون في تشارلستون.

الهوغونوتيون (بالفرنسية: Huguenot)‏، هم جماعة دينية فرنسية أعضاء في كنيسة فرنسا الإصلاحية البروتستانتية خلال القرنين السادس عشر والسابع عشر. الذين تأثروا بكتابات جون كالفن في الربع الثاني من القرن السادس عشر، وأطلق عليهم لقب الهوغونوت في عام 1560م تقريبًا. وبنهاية القرن السابع عشر، فرّ نحو 200,000 هوغونوتي من فرنسا بعد سلسلة من الاضطهادات الدينية إلى البلدان البروتستانتية مثل إنجلترا وويلز والدانمارك وسويسرا وجمهورية هولندا ومرغريفية براندنبورغ وبالاتينات الانتخابية (كلاهما في الإمبراطورية الرومانية المقدسة) ودوقية بروسيا، إضافة إلى مستعمرة رأس الرجاء الهولندية (جنوب أفريقيا الآن) والثلاثة عشرة مستعمرة الإنجليزية في أمريكا الشمالية.
على مدى السنوات العديدة التالية، فقدت فرنسا أكثر من 400 ألف من سكانها البروتستانت. هاجر الكثيرون إلى إنجلترا وجمهورية هولندا وأمريكا وسويسرا وجنوب أفريقيا وأصبحوا مواطنين فيها. كان رحيل الهوغونوت كارثة لمملكة فرنسا، حيث كلفها الكثير من نفوذها الاقتصادي. ففي بعض المدن الفرنسية كانت الهجرة الجماعية تعني خسارة نصف السكان العاملين. أعتبرت هجرة الهوغونوتيين هجرة الأدمغة، إذ كان عدد كبير منهم من المتعلمين والحرفيين والبرجوازيين، في المهجر عمل الهوغونوتيين في إنشاء البنوك وعملوا في الذهب والتجارة. كان الهوغونوت غزيروا الإنتاج، بشكل خاص في صناعة النسيج، وكانت مدن أوروبية كثيرة حريصة على جذب الهوغونوت وتنافس على إغرائهم، إذ إنّ تدفق العمال المهرة والمتعلمين يمكن أن يساعد في إنعاش اقتصاداتهم، وهو ما حدث بالفعل في مدن مثل برلين الألمانية وأمستردام الهولندية وجنيف السويسرية.

## الرمز
صليب الهوغونوتيون هو الشعار المميز لهم. أصبح الآن رمزًا رسميًا للكنيسة البروتستانتية الفرنسية. يعرض أحفاد الهوغونوتيون أحيانًا هذا الرمز للتعرف على بعضهم البعض.

## التركيبة السكانية
جُمعت المعلومات حول التركيبة السكانية والانتشار الجغرافي للكالفينية في فرنسا من مجموعة متنوعة من المصادر. يتفق معظمهم على أن الهوغونوتيون وصلوا إلى حوالي 10% من إجمالي السكان، أو إلى حوالي مليونَي شخص، عشية مذبحة عيد القديس بارثولوميو عام 1572.
جذب التعليم الجديد لجون كالفن الكثير من أفراد طبقة النبلاء والبرجوازية الحضرية. فبعد أن أدخل جون كالفن الإصلاح البروتستانتي إلى فرنسا، ازداد عدد البروتستانت الفرنسيين بشكل مطرد إلى 10% من السكان، أو حوالي 1.8 مليون شخص، في العقد بين 1560 و1570. خلال نفس الفترة كان هناك حوالي 1400 كنيسة بروتستانتية في فرنسا. بحلول نهاية القرن السادس عشر، وما بعده بدأ الاضطهاد الشديد مرة أخرى بإلغاء مرسوم نانت من قبل لويس الرابع عشر ملك فرنسا في عام 1685.
بين النبلاء، بلغت ذروة مجد المذهب الكالفيني عشية مذبحة عيد القديس بارثولوميو. منذ ذلك الحين، انخفض تقدير الهوغونوتيون بشكل حاد، ولم يعد الملوك الفرنسيون والجماهير الكاثوليكية يتسامحون معهم. بحلول نهاية القرن السادس عشر، شكل الهوغونوتيون 7-8% من مجموع السكان، أو 1.2 مليون شخص. بحلول الوقت الذي ألغى فيه لويس الرابع عشر مرسوم نانت في عام 1685، بلغ عدد السكان الهوغونوتيين 800 ألف إلى مليون شخص.
سيطر الهوغونوتيون على مناطق كبيرة في جنوب وغرب فرنسا. كانت العديد من المناطق، خاصة في الجزء الأوسط من البلاد، محل نزاع بين النبلاء الفرنسيين البروتستانت والكاثوليك. من الناحية الديموغرافية، كانت هناك بعض المناطق التي كان جميع سكانها من البروتستانت. شملت أيضًا القرى الموجودة في وسط ماسيف وحولها، والمنطقة المحيطة بدوردوني، والتي كانت بروتستانتية بالكامل تقريبًا. كان جون كالفين فرنسيًا ومسؤولًا إلى حد كبير عن إدخال ونشر التقليد البروتستانتي في فرنسا. كتب باللغة الفرنسية، ولكن على عكس التطور البروتستانتي في ألمانيا، حيث توزعت الكتابات اللوثرية على نطاق واسع واستطاع عامة الناس قراءتها، لم يحدث ذلك في فرنسا، حيث اعتنق النبلاء فقط العقيدة الجديدة وبقي الشعب كاثوليكيًا. حدث ذلك في العديد من المناطق في الغرب والجنوب التي يسيطر عليها نبلاء الهوغونوتيون. على الرغم من انتماء أجزاء كبيرة نسبيًا من السكان الفلاحين هناك للمذهب البروتستانتي، لكن بقي عامة الناس كاثوليكيين بشكل عام.
كان وجود الهوغونوتيون مركّزًا بشكل كبير في الأجزاء الغربية والجنوبية من المملكة الفرنسية، حيث أمّن النبلاء هناك ممارسة العقيدة الجديدة. وشمل ذلك لانغدوك روسيون وجاسكوني ومنطقة امتدت حتى نهر دوفين. عاش الهوغونوتيون على ساحل المحيط الأطلسي في لاروشيل، وانتشروا أيضًا عبر مقاطعات نورماندي وبواتو. في الجنوب، كانت بعض المدن مثل كاسترس ومونتاوبن ومونتبليير ونيمس بمثابة معاقل للهوغونوتيين. بالإضافة إلى ذلك، تغلغلت شبكة كثيفة من القرى البروتستانتية في المنطقة الجبلية الريفية في كيفينس، التي يسكنها الكاميسارد، والذي لا يزال العمود الفقري للبروتستانتية الفرنسية. يقدر المؤرخون أن حوالي 80% من جميع الهوغونوت عاشوا في المناطق الغربية والجنوبية من فرنسا.
حاليًا، يوجد بعض المجتمعات البروتستانتية في جميع أنحاء العالم التي لا تزال تحتفظ بهويتها الهوغونوتية. في فرنسا، يعتبر الكالفينيون في الكنيسة البروتستانتية المتحدة في فرنسا وبعض أعضاء الكنيسة البروتستانتية الإصلاحية في الألزاس ولورين أنفسهم من الهوغونوتيين. لا يزال يطلق على مجتمع الهوغونوت الريفي في كيفينس الذي تمرد عام 1702 اسم كاميزاردس، خاصة في السياقات التاريخية. لا يزال المنفيون من الهوغونوت في المملكة المتحدة والولايات المتحدة وجنوب إفريقيا وأستراليا وعدد من البلدان الأخرى يحتفظون بهويتهم.

## الهجرة والتشتت
انتقل الجزء الأكبر من المهاجرين الهوغونوت إلى الدول البروتستانتية مثل الجمهورية الهولندية، وإنجلترا وويلز، وأيرلندا التي يسيطر عليها البروتستانت، وجزر القنال، واسكتلندا، والدنمارك، والسويد، وسويسرا، ومرغريفية براندنبورغ وبالاتينات الراين في الإمبراطورية الرومانية المقدسة، ودوقية بروسيا. وهرب البعض إلى مستعمرة كيب الهولندية في جنوب إفريقيا وجزر الهند الشرقية الهولندية ومستعمرات الكاريبي والعديد من المستعمرات الهولندية والإنجليزية في أمريكا الشمالية. ذهبت بعض العائلات إلى روسيا الأرثوذكسية وكيبيك الكاثوليكية.
بعد قرون، اندمج معظم الهوغونوت في المجتمعات والثقافات المختلفة التي استقروا فيها. لا تزال المجتمعات المتبقية من الكاميزاردس والسيفينيين ومعظم الأعضاء الإصلاحيين في الكنيسة البروتستانتية المتحدة في فرنسا، والأعضاء الفرنسيين في الكنيسة البروتستانتية الإصلاحية الألمانية في ألزاسي ولورين، وشتات الهوغونوت في إنجلترا وأستراليا يحتفظون بمعتقداتهم.
اعتذار 1985
في أكتوبر 1985، أثناء الاحتفال بالذكرى السنوية الثلاثية لإلغاء مرسوم فونتينبلو، أعلن الرئيس الفرنسي فرانسوا ميتران اعتذارًا رسميًا لأحفاد الهوغونوت حول العالم. في الوقت نفسه، أصدرت الحكومة طابعًا بريديًا خاصًا تكريمًا لها، وكتب عليه «فرنسا موطن الهوغونوت».